# The Killer Shrews
The Killer Shrews is een Amerikaanse b-film uit 1959, geregisseerd door Ray Kellogg. De hoofdrollen werden vertolkt door James Best, Ingrid Goude en Ken Curtis.

## Verhaal
Kapitein Thorne Sherman en zijn eerste stuurman Griswold brengen voorraden naar een groep mensen op een afgelegen eiland. De groep bestaat uit een wetenschapper genaamd Marlowe Cragis, zijn onderzoeksassistent Radford Baines, zijn dochter Ann, haar verloofde Jerry Farrel, en een dienaar genaamd Mario. Daar er een storm aankomt, blijven Griswold en Sherman die nacht op het eiland. Griswold blijft bij de boot.
Op het eiland bevindt zich ook een dokter die werkt aan een plan om mensen te verkleinen, daar dit volgens hem antwoord is op de steeds groter wordende voedseltekorten. Zijn experimenten hebben echter een onverwachte bijwerking: hij maakt een paar kolossale giftige spitsmuizen.
Thorne en Anne beginnen verliefd te worden op elkaar, tot ongenoegen van Jerry. De spitsmuizen breken uit op zoek naar voedsel. Hun eerste slachtoffer is Griswold. Vervolgens richtten ze hun aandacht op het huis waar de rest van de groep zich bevindt. Ze dringen het huis binnen via de kelder. De groep ontdekt al snel dat de spitsmuizen giftig zijn daar een enkele beet Mario het leven kost. De groep evacueert het huis; alleen Jerry blijft koppig achter. Het gezelschap gebruikt een paar lege olievaten om veilig langs de spitsmuizen te kruipen en de boot te bereiken. Jerry wordt gedood door de spitsmuizen nadat hij van gedachten verandert en de anderen achternagaat. De rest van de crew haalt het tot de boot, en ontsnapt van het eiland.

## Rolverdeling
| Acteur             | Personage          |
| ------------------ | ------------------ |
| James Best         | Thorne Sherman     |
| Ingrid Goude       | Ann Cragis.        |
| Ken Curtis         | Jerry Farrel       |
| Gordon McLendon    | Dr. Radford Baines |
| Baruch Lumet       | Dr. Marlowe Cragis |
| Judge Henry Dupree | "Rook" Griswold    |
| Alfred DeSoto      | Mario.             |

## Achtergrond
De spitsmuizen in de film werden vanwege het lage budget grotendeels neergezet door honden in kostuums. Voor de close-ups werden poppen gebruikt.
De film werd bespot in de televisieserie Mystery Science Theater 3000, en staat vandaag de dag bekend als een cultklassieker. De film bevindt zich in het publiek domein.